# 雅娜·庫德亞特賽娃
雅娜·亞歷山德拉·庫德亞特賽娃（俄语：Я́на Алексе́евна Кудря́вцева，羅馬化：Yana Alexeyevna Kudryavtseva，1997年9月30日—），俄羅斯前女子韻律體操選手。出生於俄羅斯莫斯科，是2016年里約奧運韻律體操全能亞軍，三屆世界全能項目冠軍（2013-2015），2015年歐洲運動會全能冠軍，兩次（2014、2016）歐洲錦標賽全能冠軍，2012年青少年歐洲錦標賽球類冠軍。在國內比賽中，曾兩次（2014、2015）獲得俄羅斯杯全能冠軍，並擁有次青少年全能冠軍紀錄。

## 生平
库德亚特赛娃在15歲那年獲得世界錦標賽全能項目冠軍，成為該項冠軍歷年最年輕的得獎者，並於隔年再次打破紀錄，成為最年輕的兩屆冠軍紀錄保持人。並且於2015年體育大獎入圍2014年年度女性運動員。她在2015年世界錦標賽上以總分75.632又再次拿到全能冠軍，成為連續三屆冠軍的最年輕得主。
她於2017年1月以19歲的年齡，因為腳傷，宣布退役。在她的比賽生涯中，從未拿到低於第三名的成績。